# HD 25948
HD 25948，又名BD+54 740，SAO 24440、HR 1276，是一颗恒星，视星等为6.18，位于銀經148.92，銀緯2.27，其B1900.0坐标为赤經4h 1m 28.4s，赤緯+54° 2.27′ 52″。